# HD 23127
HD 23127 – gwiazda położona w gwiazdozbiorze Sieci w odległości około 290,6 lat świetlnych od Ziemi. Jej typ widmowy to G2V, a masa jest większa o 13% od masy Słońca. Jest ona żółtym karłem. 
W 2007 roku odkryto planetę HD 23127 b okrążającą tę gwiazdę po bardzo ekscentrycznej orbicie.